# Alyssa Lynn
Alyssa Lynn (estado de Pensilvania; 30 de abril de 1980) es una actriz pornográfica y modelo erótica estadounidense.

## Biografía
Era natural del estado estadounidense de Pensilvania, nacida de una familia con origen italiano e irlandés. Durante el instituto destacó por ser la capitana del equipo de cheerleaders. Tras acabar la escuela, con 21 años, llegó a trabajar como bailarina erótica en un club de estriptis a la vez que estudiaba la carrera de Enfermería, profesión a la que se dedicaría posteriormente.
Abandonó su trabajo de enfermera en 2013, año en que a sus 33 años decidió debutar como actriz pornográfica. Al igual que otras tantas actrices que comenzaron con más de treinta años en la industria, por su físico, edad y atributos fue etiquetada como una actriz MILF.
Como actriz, ha trabajado para Naughty America, Bangbros, 3rd Degree, Girlfriends Films, New Sensations, Zero Tolerance, Brazzers, Devil's Film, Hustler, Digital Sin, Pure Mature, Evil Angel, Pure Play Media, Kink.com o Adam & Eve, entre otros.
En 2016 recibió la nominación de los fanes en los Premios AVN en la categoría de "Mejores pechos". Ha rodado más de 280 películas como actriz.
Algunas películas suyas son Affirmative Action, Big Tit Office Chicks, Cougar Sightings 2, Daughter's Diary, Fembot Academy, Hot and Mean 15, I Love My Mom's Big Tits 4, MILF Fantasy 2, Pimp My Wife, Romantic Aggression 3, Seduced By A Cougar 49 o The Donald.

## Premios y nominaciones
| Año  | Ceremonia   | Resultado | Premio                     | Trabajo |
| ---- | ----------- | --------- | -------------------------- | ------- |
| 2016 | Premios AVN | Nominada  | Premio fan: Mejores pechos | —       |